# اقتصاد ويلز

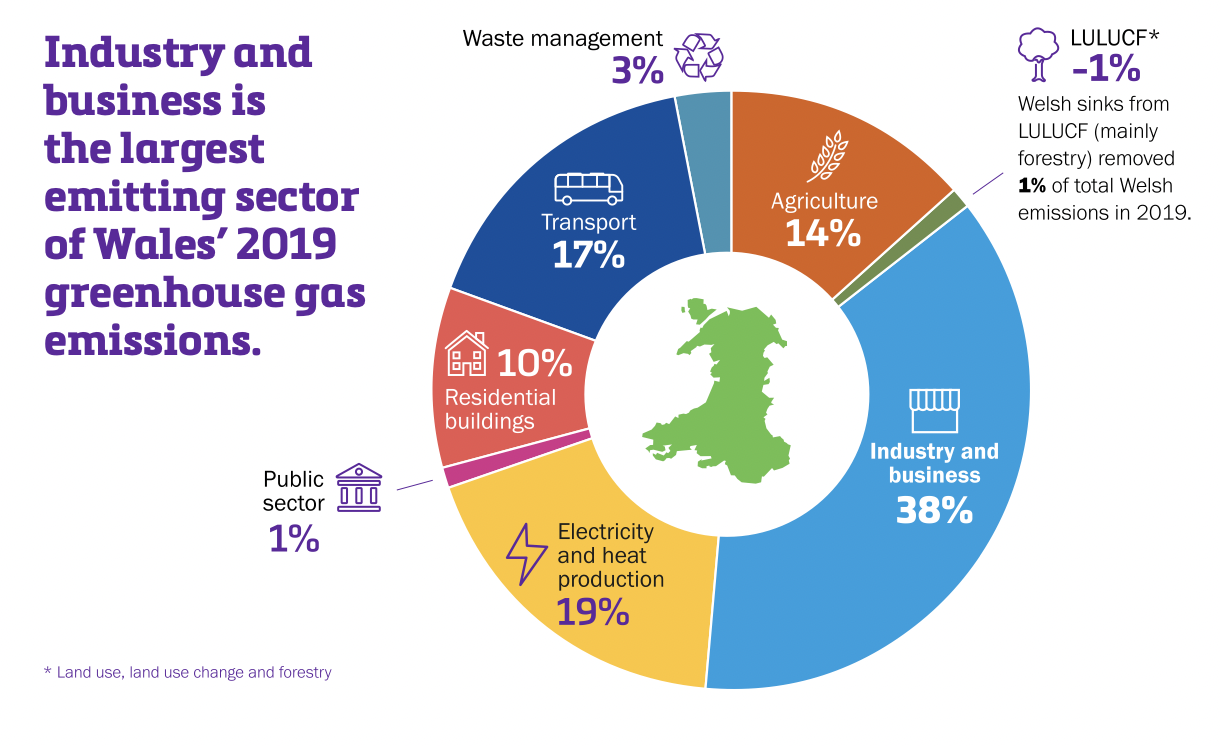
انبعاثات غازات الدفيئة في ويلز عام 2019 وأثرها على الاقتصاد الويلزي

يرتبط اقتصاد ويلز ارتباطًا وثيقًا ببقية مناطق المملكة المتحدة ومنطقة الاقتصاد الأوروبي الأوسع. وفقًا لبيانات الإنفاق والإيرادات الحكومية في ويلز لعام 2019، قُدر إجمالي الناتج المحلي الإجمالي في ويلز بين عامي 2017 و2018، بنحو 70.6 مليار جنيه إسترليني، ما يجعل من الاقتصاد الويلزي في المرتبة العاشرة كأكبر اقتصاد بين المناطق الاثنتي عشر في المملكة المتحدة (مع احتساب دول ويلز واسكتلندا وإيرلندا الشمالية وأقاليم الحكومة الإنكليزية التسعة) متقدمًا على إيرلندا الشمالية وشمال شرق إنجلترا. يسيطر قطاع الخدمات على الاقتصاد الويلزي الحديث. في عام 2000، ساهمت الخدمات بنسبة 66% من إجمالي القيمة المضافة للقطاع، وساهم قطاع الصناعات التحويلية بنسبة 32 ٪، في حين ساهمت الزراعة والحراجة وصيد الأسماك مجتمعةً بنسبة 1.5 ٪.
كسائر أنحاء المملكة المتحدة، العملة المستخدمة في ويلز هي الجنيه، متمثلة بالرمز £. مصرف إنكلترا هو المصرف المركزي، المسؤول عن إصدار العملة، ومسؤول عن السياسة النقدية، وهو المصرف المركزي للمملكة المتحدة. دار سك العملة النقدية، التي تصدر العملة المعدنية المتداولة في جميع أنحاء المملكة المتحدة، تقع في مكان وحيد في منطقة روندا كينون تاف بمدينة لانتريسينت، منذ عام 1980، بعد نقل أعمالها تدريجيًا من موقع تاور هيل، في لندن منذ عام 1968.
إن الناتج الاقتصادي للفرد الواحد في ويلز أقل منه في معظم أجزاء المملكة المتحدة الأخرى (ومعظم الأجزاء الأخرى من أوروبا الغربية) لفترة طويلة جدًا - وفي عام 2002 ، قُدّر بنسبة 90٪ من متوسط ناتج دول الاتحاد الأوروبي الخمس والعشرين وبنحو 80٪ من متوسط ناتج المملكة المتحدة. ومع ذلك، يجب التأكد من هذه البيانات، لأن بيانات الناتج المحلي الإجمالي لكل فرد في المملكة المتحدة لا تأخذ في عين الاعتبار الاختلافات الإقليمية في كلفة المعيشة، والتي تقدر في ويلز بـين 93 إلى 94٪ من متوسط كلفة المعيشة في المملكة المتحدة. وبالتالي فإن الفجوة في مستويات المعيشة بين ويلز والأجزاء الأكثر ازدهارًا في المملكة المتحدة ليست واضحة.
تُعد كارديف، بصفتها عاصمة ويلز، العصب الرئيسي لنمو الاقتصاد الويلزي ومركز الخدمات الكبير والمحرك الاقتصادي لاقتصاد جنوب ويلز الأوسع. تساهم كلًا من كارديف ومنطقة فيل أوف غلامورغان المجاورة وبنسب غير متكافئة بجزء كبير من الناتج الاقتصادي في ويلز. تعد كارديف مركزًا لمهن ذوي الياقات البيضاء. وتعتمد بشكل أساسي على قطاعات البيع بالتجزئة والتمويل والإعلام والسياحة، كما تمرّ بمرحلة كبيرة من التجديد منذ أواخر القرن العشرين، بخاصة في مركز مدينة كارديف وخليجها.

## التاريخ الاقتصادي

### القرن الثامن عشر
حتى منتصف القرن الثامن عشر، كانت التنمية الاقتصادية في ويلز مقيّدة بموقعها المحيطي، بسبب تضاريس الأرض المرتفعة، والاتصالات السيئة، والسكان المتناثرين. كانت التجارة أكثر تقدمًا في الموانئ الساحلية الصغيرة التي تتاجر بانتظام مع بريستول أو ليفربول، ومن المصادر الرئيسية الأخرى للتبادل التجاري الخارجي الرعاة، الذين كانوا يقودون الماشية من وسط ويلز على طول طرق الرعي بغرض البيع والذبح في مدينة ميدلاندز الإنكليزية وسوق سميثفيلد في لندن منذ القرن الرابع عشر. كان للرعاة دور رئيسي في تأسيس المصارف الأولى في ويلز، مثل مصرف («مصرف الخراف السوداء») في أبيريستويث.
منذ منتصف القرن الثامن عشر، حفّزت إمكانات الرواسب المعدنية الغنية في ويلز، ووصول رواد الأعمال والممولين الإنكليز والتقدم التكنولوجي التنميةَ الصناعية. كما أن تطوُّر الحديد المنصهر بواسطة فحم الكوك جعل من وادي جنوب ويلز موقعًا صناعيًا طبيعيًا خلال الثورة الصناعية، ومنذ منتصف القرن الثامن عشر، ازداد الطلب على المعادن والفحم بالمرتبة الأولى نتيجةً للحرب ومن ثم بسبب ظهور السفن البخارية والسكك الحديدية.
أصبح الطرف الشمالي لحقل الفحم في جنوب ويلز، والذي يقع في ميرتير، أول منطقة منتجة للحديد في بريطانيا في النصف الثاني من القرن الثامن عشر، بينما أصبح الجزء الجنوبي الغربي من حقل الفحم، حول سوانزي، مركزًا هامًا لصهر المعادن غير الحديدية وإنتاج الصفائح. تتطلب الصناعات المعدنية كميات متزايدة من الفحم، والذي اُستخرج في البداية لهذا الغرض. ومع ذلك، تطور استخراج الفحم لغرض البيع اعتبارًا من منتصف القرن التاسع عشر، وأصبح الصناعة المميزة في المنطقة، ما أدى إلى تغيير المشهد الاقتصادي والاجتماعي لوديان جنوب ويلز.